# Terrel Bell

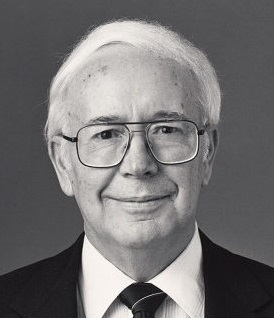
Terrel Bell

Terrel Howard Bell (* 11. November 1921 in Lava Hot Springs, Bannock County, Idaho; † 22. Juni 1996 in Salt Lake City) war ein US-amerikanischer Erziehungswissenschaftler und Politiker, der unter Präsident Ronald Reagan als Bildungsminister der Vereinigten Staaten amtierte.

## Leben und berufliche Laufbahn
Terrel Bell, der als Achtjähriger seinen Vater verlor, schloss seine Schulbildung an der Normalschule von Albion ab. Später war er als Schulrat (School superintendent) in Idaho und Wyoming tätig. Während des Zweiten Weltkriegs diente er im Rang eines Sergeant bei der Marineinfanterie.
Nach seiner Rückkehr in die Vereinigten Staaten erwarb er 1946 einen Bachelor-Abschluss am Southern Idaho College of Education in Albion. In der Folge arbeitete er als High-School-Lehrer und als Busfahrer. 1954 schloss er als Master an der University of Idaho ab, 1961 als Ph.D. in Erziehungswissenschaften an der Universität von Utah. Von 1962 bis 1963 war er Dozent und Leiter der pädagogischen Fakultät an der Utah State University.
1970 wurde Bell von US-Präsident Richard Nixon zum stellvertretenden Beauftragten für Schulsysteme im Office of Education berufen, das zu diesem Zeitpunkt noch eine Unterabteilung des Gesundheits-, Bildungs- und Wohlfahrtsministeriums war. Nach zwei Jahren rückte er zum kommissarischen Behördenleiter auf, ehe er 1974 auch offiziell in dieses Amt berufen wurde. Im Jahr 1976 wechselte er als Commissioner of Higher Education in die Staatsregierung von Utah.

## Minister unter Reagan
Nach dem Sieg der Republikaner bei der Präsidentschaftswahl 1980 war Terrel Bell der letzte Minister, der für das Kabinett Reagan berufen wurde. Da Ronald Reagan erklärt hatte, das erst von seinem Vorgänger Jimmy Carter ins Leben gerufene Bildungsministerium wieder abzuschaffen, wurde erwartet, dass es Bells Hauptaufgabe sein würde, diesen Auftrag umzusetzen. Er versuchte jedoch, den Präsidenten von der Notwendigkeit der Behörde zu überzeugen.
Bell hatte in Pädagogenkreisen einen hervorragenden Ruf und genoss Anerkennung für seinen beruflichen Aufstieg vom Lehrer zum Regierungsmitglied. Im Kabinett besaß er als Mann, der aus einfachen Verhältnissen stammte, eine Ausnahmestellung gegenüber seinen zahlreichen wohlhabenden Kollegen. Seinen Umzug aus Utah nach Washington hatte er am Steuer eines Lieferwagens selbst vollzogen.
1981 brachte Bell den Präsidenten dazu, eine Kommission zur Untersuchung der Qualität in der Erziehung einzurichten. Der daraus resultierende Report, der 1983 unter dem Titel A Nation at Risk erschien, verlieh der angestrebten Bildungsreform den nötigen Schub.
Da Präsident Reagan trotz der Erfolge des Ministeriums weiterhin dessen Etat beschnitt, reichte Terrel Bell im Januar 1985 seinen Rücktritt ein. Er kehrte nach Utah zurück, wo er wieder als Professor an der Universität von Utah arbeitete. 1988 veröffentlichte er seine Memoiren unter dem Titel The Thirteenth Man: A Reagan Cabinet Memoir.